# Stichting Flamboyant
De Stichting Flamboyant was de eerste brede organisatie die zich vanuit het zwarte feminisme organiseerde. Doel was ondersteuning van de emancipatie van  zwarte en migrantenvrouwen in Nederland; het centrum had twee functies: een ontmoetings- en activiteitenruimte en een informatievoorziening/documentatieproject. Het zwarte en migrantenvrouwencentrum ZAMI is de opvolger van Flamboyant. Flamboyant werd opgericht op 17 februari 1986 en is opgeheven op 30 december 1990.

## Geschiedenis
Flamboyant werd opgezet door zwarte vrouwen in Nederland uit de behoefte aan een eigen informatie- en ontmoetingsruimte. De organisatie had als doel de onzichtbaarheid van zwarte, migranten- en vluchtelingenvrouwen (zmv-vrouwen) te doorbreken en hun identiteit te versterken. De behoefte aan een landelijk centrum leefde al langer maar op de Winteruniversiteit Vrouwenstudies (17 t/m 23 december 1983 in Nijmegen) vormden Maddy Tolud, Mavis Carrilho, Kitty Lie en Edith Mager een initiatiefgroep.
Voor en tijdens de Winteruniversiteit werd nauwelijks aandacht besteed aan het zwarte feminisme of vergelijkbare bewegingen. Het onbehagen van zmv-vrouwen hierover uitte zich tijdens de Winteruniversiteit in de behoefte aan een eigen plek. Dit was het begin van een reeks discussies over de behoefte aan een eigen centrum. Dat zou een centraal punt moeten zijn waar zwarte vrouwen elkaar konden ontmoeten, hun activiteiten coördineren en waartoe vrouwen zich konden wenden om relevante informatie te verkrijgen. Bovendien zou het een eigen bibliotheek- en documentatiecentrum moeten hebben, want onder de bestaande bibliotheken en documentatiecentra was er nog geen voor ‘de zwarte vrouw’ die zich richtte op haar eigen strijd, problematiek en visie”.
De initiatiefgroep verrichtte het basiswerk, het vinden van financiën, huisvesting en vrouwen om het centrum op te bouwen en te beheren. In mei 1985 werd een meerjarige organisatie- en activiteitensubsidie en een eenmalige inrichtingssubsidie toegekend door het Bureau Coördinatie Vrouwenemancipatie van de Gemeente Amsterdam en het Project Vrouwen- en Minderhedenbeleid van het Ministerie van Sociale Zaken en Werkgelegenheid. De Gemeente Amsterdam bood  een pand aan, Singel 260, dat de initiatiefgroep na een grondige opknapbeurt in september 1985 kon betrekken.
De Stichting Flamboyant werd opgericht op 17 februari 1986. Het eerste bestuur werd gevormd door Mea Venster (voorzitter), Tania Leon (penningmeester), Nanny Nierath (secretaris) en de leden Maddy Tolud, Mr. Lioe Tan, Kitty Lie, Cisca Pattipilohy, Troetje Loewenthal en Kamala Kempadoo. Doel was ondersteuning van de emancipatie van  zwarte en migrantenvrouwen in Nederland. In de eerste plaats was het een ontmoetingscentrum waar verschillende activiteiten werden georganiseerd, zoals cursussen, studiedagen, lezingen en culturele bijeenkomsten in het kader van ondersteuning, ontmoeting, informatie en emancipatie. De thematiek die leidend was in deze activiteiten was zwarte (vrouwen)literatuur, zmv-vrouwen op de arbeidsmarkt, in de prostitutie en in de politiek. Ten tweede fungeerde Flamboyant als bibliotheek en documentatiecentrum.
Aanvankelijk werden alle activiteiten uitgevoerd door vrijwilligers, maar in het najaar van 1986 ontving Flamboyant een structurele subsidie voor een betaalde medewerkster (twintig uur per week) om het centrum draaiende te houden. Een subsidie voor een administratieve kracht en voor het opzetten van een documentatiecentrum werd in het najaar van 1987 toegekend voor de duur van vijftien maanden. Een meer structurele subsidiëring werd uiteindelijk niet toegekend. Toen de tijdelijke subsidies in 1990 stopten, zag het bestuur van Flamboyant zich genoodzaakt tot opheffing over te gaan. Het werk is vanaf 1991 voortgezet door de stichting ZAMI.

## Gebruikers
Van Flamboyant werd gebruik gemaakt door plusminus vijfhonderd vrouwen die deelnamen aan de lezingen, cursussen en bijeenkomsten; ongeveer de helft was afkomstig uit Amsterdam, de andere helft uit andere delen van het land. Daarnaast gebruikten bestaande groepen en organisaties centrum Flamboyant voor hun activiteiten en vergaderingen, zoals bijvoorbeeld de Pakistaanse vrouwenorganisatie Jaag, de Stichting Tres Oemas, de Marokkaanse Vrouwenvereniging, de Filipijnse Vrouwengroep, de Caraibische vrouwengroep Ashanti, het Stedelijk Overleg Buitenlandse Vrouwen Amsterdam (STOBA), het Netwerk  Zwarte en Migranten Vrouwen met een hogere opleiding en specifieke deskundigheid.
Flamboyant onderhield ook contacten met circa 250 vrouwen-, minderheden- en algemene instellingen voor het uitwisselen van informatie, het doorverwijzen van specifieke vragen of samenwerking op activiteiten zoals SOOVA, Internationaal Informatiecentrum en Archief voor de Vrouwenbeweging, Centrum voor Ethnische Studies, St. Arbeidshulpverlening in de Wijk, Komité voor Zelfstandig Verblijfsrecht.

## Activiteiten
De activiteiten die in het centrum van Flamboyant georganiseerd werden, bestonden uit lezingen, cursussen en bijeenkomsten voor groepen tot dertig personen. Voor bijeenkomsten voor grotere groepen, muziek-, dans- en theaterworkshops of manifestaties moest elders ruimte gezocht worden.
De activiteiten hadden betrekking op de thema's 'literatuur' of 'de positie van zwarte en migrantenvrouwen' op verschillende terreinen als arbeidsmarkt en politiek, zoals bijvoorbeeld in 1986 een politieke bijeenkomst met ANC-vrouwen, een cursus Zwarte-vrouwenliteratuur onder leiding van Myriam Diaz-Diocaretz, een Voorlichtingsdag Vrouwen Vakschool Informatica, een Literatuurdag met inleidingen en workshops van onder meer Audre Lorde en Astrid Roemer, een cursus Arbeids- en beroepsoriëntatie voor Surinaamse/Antilliaanse vrouwen, een tweedaags congres 'Constellatie van Racisme, Seksisme en Klassisme' in samenwerking met het Centrum voor Etnische Studies Universiteit van Amsterdam, in 1987 de Landelijke Zwarte-vrouwendag, bijeenkomsten van Filipijnse vrouwen, een cursus journalistiek, de film 'Op zoek naar Indonesia', debuterende zwarte dichteressen, in 1988 een studieweekend Vrouw en Werk, een cursus politiek, bijeenkomst 'Kartinidag en mensenrechten' door de Indonesische vrouwengroep, en vergaderingen van de Marokkaanse Vrouwen Vereniging.

## BIDOC-project
In het najaar van 1987 kreeg Flamboyant een subsidie voor een inventariserend onderzoek naar de aanwezigheid, omvang  en aard van literatuur en documentatie voor en van zwarte en migrantenvrouwen in de collecties van Nederlandse bibliotheken en documentatiecentra, het BIDOC-project. Ook moest het onderzoek inzicht geven in de behoefte aan relevante informatie en wensen van zwarte en migrantenvrouwen. De subsidie gold voor een project van vijftien maanden, tot en met december 1988, waarvan 38 uur per week voor een documentaliste, Kamini Panchoe, tien uur administratieve ondersteuning door Urnie Baan, en drie uur begeleiding door Cisca Pattipilohy. Het project resulteerde in de publicatie in vier delen van de Zwarte Vrouwen Bibliografie. Het project signaleerde dat informatie over zwarte en migrantenvrouwen vaak moeilijk te vinden was omdat in de systematiek van algemene informatievoorzieningen specifieke zoekingangen op zwarte en migrantenvrouwen veelal ontbraken; meer materiaal bleek vindbaar op het trefwoord Derde Wereld.
In 1994 publiceerde de Stichting Panta Rhei een aanvulling op deze bibliografie speciaal gericht op materiaal over en door zwarte en migrantenvrouwen geproduceerd in Nederland in de periode 1980-1990.

## ZAMI
Het zwarte en migrantenvrouwencentrum ZAMI is de opvolger van Flamboyant. Het is opgericht op 28 februari 1991 te Amsterdam vanuit Stichting Flamboyant als een intercultureel centrum voor alle zwarte/ migrantenvrouwen/ organisaties in Amsterdam waar vrouwen van verschillende etnische afkomst elkaar kunnen ontmoeten om kennis, ervaringen en informatie uit te wisselen. ZAMI organiseerde activiteiten zoals politieke en culturele cafés (ZAMI Casa), de jaarlijkse uitreiking van de ZAMI-Award, workshops, cursussen, en was een podium voor de kunsten; het gaf de ZAMI-krant uit van 1992 tot 2005. Per 1 januari 2005 ontving ZAMI geen overheidssubsidie meer en heeft daardoor sommige van haar activiteiten moeten stoppen.

## Publicaties
- Flamboyant : nieuwsbrief. Amsterdam, Stichting Flamboyant Zwarte en Migranten Vrouwencentrum   Nummer 1, nummer 2 en nummer 3 verschenen onder andere titels: Nr. 1: Nieuwsbrief Zwarte Vrouwen Centrum Nr. 2: Nieuwsbrief Zwarte- en Migranten Vrouwen Centrum Nr. 3: Zwarte en Migranten Vrouwen Centrum Flamboyant, Nieuwsbrief. Eerste nummer: 1985, nr. 1 (nov) - laatste nummer: 1990, nr. 11 (maart), frequentie:onregelmatig ; 3 x per jaar, duurzame link: https://hdl.handle.net/11653/per600106
- Zwarte Vrouwen Bibliografie. Amsterdam, Stichting Flamboyant, 1988. [45p.], 63p., 48p., 48p.
- Caleidoscopische visies : de zwarte, migranten- en vluchtelingenvrouwenbeweging in Nederland . Onder red. van Maayke Botman, Nancy Jouwe, Gloria Wekker. Amsterdam, Koninklijk Instituut voor de Tropen, 2001. 189 p.
- Olst, Iris van, Vereniging uit onzichtbaarheid : een onderzoek naar de collectieve identiteit van de zwarte- en migrantenorganisatie Flamboyant (1985-1990). Groningen: Rijksuniversiteit Groningen 2016.  -54p. foto's - https://hdl.handle.net/11653/book112751